# Alex Sharp
Alexander Ian Sharp, född 2 februari 1989 i London, är en brittisk skådespelare. Han är bland annat känd för att vid 25 års ålder bli den yngsta någonsin som tilldelats en Tony Award i kategorin Bästa manliga skådespelare i en pjäs, för sin insats i The Curious Incident of the Dog in the Night-Time.
För den bredare publiken är han mest igenkänd för sin medverkan i Netflix TV-serien 3 Body Problem.

## Biografi
Alex Sharp växte under sina åtta första år upp i en husbil resande genom Europa och USA. Han blev då hemundervisad av sin mor som var lärarinna och hans far som var mäklare. Familjen bosatte sig senare i Devon, England.
Sharp ville bli skådespelare från ung ålder och var med i sin första pjäs redan som fyraåring. Det ledde till att han studerade teater på Yeovil College i Somerset.
När han fyllde 18 år, 2008, lämnade han England för Kanada och började arbeta som snickare. Han fick då klart för sig att han ville bli skådespelare och sökte in till Julliard med en egenskriven text. Trots skolans regler emot egenskrivna texter så blev han antagen. Under sin studietid skrev han och regisserade en pjäs som var en omarbetning av A Clockwork Orange. Han avlade examen 2014.
Hösten samma år gjorde Sharp sin Broadway- och skådespelardebut i pjäsen The Curious Incident of the Dog in the Night-Time där han spelade huvudrollen som den autistiske tonåringen Christopher Boone. Han blev belönad med en Tony Award och flera andra priser för sin insats. Som 25-åring är han den yngsta personen som vunnit i kategorin Bästa manliga huvudroll i en pjäs. Andra nominerade det året var stora namn som Bradley Cooper och Bill Nighy.
Sharp fick sedan spela mot Keanu Reeves och Lily Collins i filmen To the Bone (2017) och bredvid Nicole Kidman i How to Talk to Girs at Parties (2017). Han medverkade även i den Oscarsnominerade filmen The Trial of the Chicago 7 (2020) som en av birollerna. Han hade också en stor roll i den Oscarsnominerade filmen Living (2022) där han spelade mot Bill Nighy. Sharp har även medverkat filmen One Life (2023).

## Filmografi (i urval)

### Film
| År   | Titel                           | Roll              | Notering |
| ---- | ------------------------------- | ----------------- | -------- |
| 2017 | To the Bone                     | Luke              | Debut    |
| 2017 | How to Talk to Girls at Parties | Enn               |          |
| 2018 | Better Start Running            | Harley            |          |
| 2018 | UFO                             | Derek Echevaro    |          |
| 2019 | The Sunlit Night                | Yeasha            |          |
| 2019 | The Hustle                      | Thomas Westerburg |          |
| 2020 | The Trial of the Chicago 7      | Rennie Davis      |          |
| 2022 | Living                          | Mr Wakeling       |          |
| 2023 | One Life                        | Trevor Chadwick   |          |

### TV
| År   | Titel              | Roll         | Notering                 |
| ---- | ------------------ | ------------ | ------------------------ |
| 2020 | The Good Lord Bird | Preacher     | Avsnitt: "A Wicked Plot" |
| 2024 | 3 Body Problem     | Will Downing |                          |

### Teater
| År        | Titel                                             | Roll              | Teater                            |
| --------- | ------------------------------------------------- | ----------------- | --------------------------------- |
| 2014-2015 | The Curious Incident of the Dog in the Night-Time | Christopher Boone | Ethel Barrymore Theatre, New York |